# Przejście graniczne Lipszczany-Sofijewo
Przejście graniczne Lipszczany-Zofiowo – planowane, polsko-białoruskie drogowe przejście graniczne, położone w województwie podlaskim, w powiecie augustowskim, w gminie Lipsk.

## Opis
Do przejścia po stronie polskiej prowadzi droga wojewódzka nr 664. Utworzenie tego przejścia granicznego znajduje się w zakresie prac Polsko-Białoruskiej Międzyrządowej Komisji Koordynacyjnej ds. Współpracy Transgranicznej. Ustalenia komisji po spotkaniu w Kamieńcu w obwodzie brzeskim na Białorusi w grudniu 2003 r. przewidują utworzenie tego przejścia. Było to także przedmiotem kilku interpelacji poselskich.
W czerwcu 1995 roku litewska opozycja informowała o porozumieniu transgranicznym między województwem suwalskim i białoruskim obwodem grodzieńskim dotyczącym m.in. realizacji wspólnych połączeń transportowych, w tym także planów utworzenia przejścia granicznego Lipszczany – Grodno, z którego wiodła najkrótsza droga do nowo otwartego przejścia polsko-rosyjskiego w Gołdapi, tzw. „korytarzem suwalskim", mającym negatywny wydźwięk polityczny (możliwość wzmocnienia wpływów rosyjskich), ekonomiczny (brak realnych korzyści dla strony polskiej), historyczny (skojarzenia z hitlerowskimi żądaniami autostrady eksterytorialnej) oraz ekologiczny.
W dniu 20 grudnia 2007 r. Rada Ministrów wyraziła zgodę na zawarcie porozumienia o utworzeniu niniejszego przejścia granicznego z przeznaczeniem dla międzynarodowego ruchu osobowego i towarowego samochodami do 3,5 tony. Infrastruktura ma zostać wybudowana na terytorium Polski.

### Przejście graniczne polsko-radzieckie
W okresie istnienia Związku Radzieckiego funkcjonowało w tym miejscu polsko-radzieckie drogowe przejście graniczne Lipszczany lokalnego znaczenia tylko dla wymiany delegacji społeczno - politycznych, kulturalnych, sportowych i innych z województw przygranicznych PRL i ZSRR. Od 24 stycznia 1986 r. zaczął funkcjonować tu Punkt Uproszczonego Przekraczania Granicy Lipszczany - Grodno. Przekraczanie granicy odbywało się na podstawie przepustek. Organy Wojsk Ochrony Pogranicza wykonywały odprawę graniczną i celną. Następnie w latach 90. XX w. zostało utworzone przejście graniczne Lipszczany wyłącznie dla uproszczonego ruchu granicznego. Dopuszczony był ruch osobowy, na podstawie przepustek dla obywateli Polski i Białorusi. Organy Straży Granicznej dokonywały odprawy granicznej i celnej.